# Provincia Sidi Bel Abbès
Provincia Sidi Bel Abbès (în arabă ولاية سيدي بلعباس) este o unitate administrativă de gradul I (wilaya) a Algeriei. Reședința sa este orașul Sidi Bel Abbès.